# Ridículos Chile
Ridículos Chile fue un programa de televisión chileno emitido por Canal 13 desde el 6 de febrero de 2015, donde se mostraban bloopers y vídeos con situaciones humorísticas y virales. Es la versión local del programa estadounidense Ridiculousness, emitido por MTV desde 2011. Fue presentado por Eduardo Fuentes en compañía de Álvaro Reyes (Nacho Pop) y María Paz Jorquiera, provenientes de los programas Mentiras Verdaderas y El club de la comedia, respectivamente.

## Primera temporada
Invitados:
- Episodio 1 (6 de febrero): Paul Vásquez y Eliana Hernández[5]
- Episodio 2 (13 de febrero): Willy Sabor, Martín Cárcamo y Tonka Tomicic
- Episodio 3 (19 de febrero): Fernando Godoy y Lucila Vit
- Episodio 4 (27 de febrero): Los Atletas de la Risa
- Episodio 5 (6 de marzo): Leo Rey, Kenita Larraín y Diana Bolocco
- Episodio 6 (13 de marzo): El lagarto Murdock y Antonella Ríos
- Episodio 7 (20 de marzo): Arturo Longton, Miguel "Negro" Piñera y Safka Pissani
- Episodio 8 (27 de marzo): Guru Guru y Dominique Gallego
- Episodio 9 (10 de abril):
- Episodio 10 (17 de abril):
- Episodio 11 (24 de abril):
- Episodio 12 (1 de mayo): Marlen Olivari y Chico Perez
- Episodio 13 (8 de mayo):
- Episodio 14 (15 de mayo):
- Episodio 15 (22 de mayo):
- Episodio 16 (29 de mayo):
- Episodio 17 (5 de junio): "Luly" Nicole Moreno

Nota: El programa fue transmitido de forma extraordinaria el jueves 19 de febrero, ya que el 20 de febrero era la Gala del Festival de Viña del Mar 2015. El programa no fue emitido el 3 de abril, por la Semana Santa.

## Segunda temporada
Invitados:
- Episodio 1 (9 de octubre): Sergio Freire y Rodrigo Salinas
- Episodio 2 (16 de octubre): Bombo Fica y Jhendelyn Núñez
- Episodio 3 (23 de octubre): Yann Yvin y Lucila Vit
- Episodio 4 (30 de octubre): Karol Lucero, Javiera Contador y Adrián
- Episodio 5 (6 de noviembre): Macarena Venegas y Ariel Levy
- Episodio 6 (14 de noviembre): Sergio Panqueque Domínguez, Sergio Lagos y Paty López
- Episodio 7 (20 de noviembre): Sergio Panqueque Domínguez y Francisco Saavedra
- Episodio 8 (4 de diciembre): Claudio Castellón y El Nacho & la Sofi (Las Aventuras de Sofía)
- Episodio 9 (11 de diciembre): Pamela Díaz y Jean Philippe Cretton
- Episodio 10 (18 de diciembre):

Nota: El programa no fue transmitido el viernes 27 de noviembre, ya que se transmitió la Teletón 2015.